# England, Arkansas
England là một thành phố thuộc quận Lonoke, tiểu bang Arkansas, Hoa Kỳ. Năm 2010, dân số của thành phố này là 2825 người.

## Dân số
- Dân số năm 2000: 2972 người.
- Dân số năm 2010: 2825 người.